# روحی (فیلم ۲۰۲۱)
روحی (به انگلیسی: Roohi) فیلمی هندی محصول سال ۲۰۲۱ و به کارگردانی هاردیک محتا است. در این فیلم بازیگرانی همچون راجکومار رائو، وارون شارما، جانوی کاپور و ساریتا جوشی ایفای نقش کرده‌اند.